# الیوت پارک (مینیاپولیس)
الیوت پارک (به انگلیسی: Elliot Park) یک منطقهٔ مسکونی در ایالات متحده آمریکا است که در مینیاپولیس واقع شده‌است. الیوت پارک ۶٬۶۹۳ نفر جمعیت دارد.